# 랏차녹 인타논
랏차녹 인타논(태국어: รัชนก อินทนนท์ 1995년 2월 5일 ~ )는 태국의 여자 배드민턴 선수이다. 태국의 1위가 된 여자 싱글에서 최초의 사람 그녀는 편안한 타격 동작과 가벼운 발놀림으로 유명하고, 그것을 '발레'로 묘사되었다. 같은 길리안 크라크 등의 해설자로 2013년에 그녀는 여자 단식에서 세계 챔피언이되었다.